# Shin Seung-chan

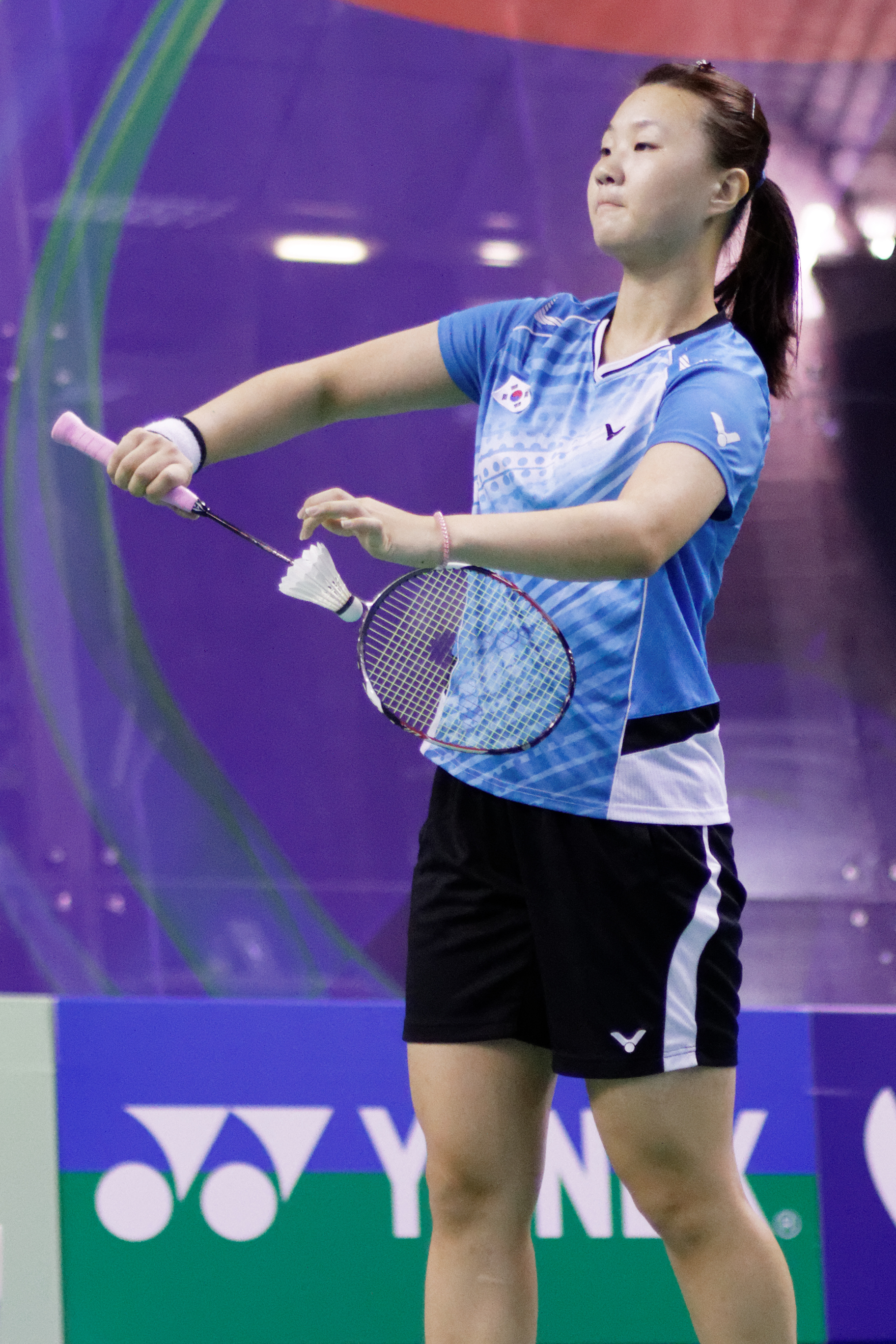
Shin Seung-chan, French Super Series 2013

Shin Seung-chan (koreanisch 신승찬; * 6. Dezember 1994) ist eine südkoreanische Badmintonspielerin.

## Karriere
Shin gewann bei der Junioren-Badmintonasienmeisterschaft 2012 Gold im Damendoppel mit Lee So-hee. Auch bei der Weltmeisterschaft desselben Jahres siegten beide gemeinsam im Doppel. Bei den Iceland International 2012 und den India International 2012 waren sie ebenfalls erfolgreich, während es bei den Scottish Open 2012 nur zu Rang drei reichte.